# Babette
Babette, pseudonimo di Babette Callarà (Roma, 18 novembre 1935), è una cantante e attrice italiana.
Insieme ad Angela, Brunetta e Mina, è stata una delle prime cantanti italiane di rock and roll.

## Biografia
Di famiglia benestante, dopo aver studiato danza dall'età di sette anni con la celebre ballerina russa Jia Ruskaja, si avvicina dapprima al jazz e poi al rock and roll; a quindici anni perde entrambi i genitori in un incidente automobilistico.
Scoperta da Armando Trovajoli, viene presentata a Carlo Alberto Rossi che la mette sotto contratto con la sua etichetta, la CAR Juke-Box, le trova il nome d'arte (basandosi sul film con Brigitte Bardot Babette va alla guerra) e pubblica alcuni 45 giri, tra cui Ehi tu, ed alcune canzoni scritte da Dario Fo su musiche di Fiorenzo Carpi ed incise insieme al complesso di Raul Ceroni.
Nel 1960 partecipa alla Sei giorni della canzone con Uccidimi; nello stesso anno esegue un tour in Germania con alcune apparizioni televisive, guadagnandosi il soprannome di La Nuova Caterina Valente.
Nel 1961 passa alla Titanus, con cui incide altri 45 giri.
Decide poi di ritirarsi dall'attività musicale.

## Discografia parziale

### Singoli
- 1959: Hey, tu!/Vivi (CAR Juke-Box, JN 1823)
- 1959: Sesso/Non fare tilt (CAR Juke-Box, JN 1825)
- 1961: Col pigiama e le babbucce/Mille e mille anni (Titanus, Tl d 5012)